# Muhlenbergia wrightii
Muhlenbergia wrightii là một loài thực vật có hoa trong họ Hòa thảo. Loài này được Vasey ex J.M.Coult. mô tả khoa học đầu tiên năm 1885.